# Anissa Urtez
Anissa Urtez (18 de enero de 1995) es una jugadora de sóftbol profesional estadounidense de ascendencia mexicana. Ha jugado sóftbol universitario para Utah y representa a México en los Juegos Olímpicos de Tokio de 2020 .

## Inicios
Urtez asistió a la escuela secundaria en Downey High School en Downey, California . Durante su tercer año, bateó .577 con 36 carreras anotadas, 44 carreras impulsadas, 10 jonrones, 18 extrabases y un porcentaje de slugging de .990. Posteriormente fue nombrada jugadora más valiosa (MVP) de la Liga San Gabriel Valley (SGVL por sus siglas en inglés), "first-team" para el All San Gabriel Valley League y jugadora del año del Press-Telegram. Durante su último año en 2012, rompió todos los récords del bachillerato en Downey.

## Carrera universitaria
Urtez jugó softbol universitario en Utah . Durante su primer año en 2014, bateó un promedio de .353 y fue segunda en el equipo con 18 extrabases, 10 dobles, tres triples y seis jonrones. Terminó segunda en la liga con 149 asistencias como campocorto y fue nombrada Mención de Honor All-Pac-12 y Pac-12 All-Freshman Team. Durante su segundo año en 2015, comenzó los 55 juegos para los Utes en el campo corto, donde lideró el Pac-12 con 12 toques de sacrificio y se ubicó entre los diez primeros en el Pac-12 con 106 asistencias. Después de la temporada, fue nombrada con Mención de Honor Pac-12 All-Defensive Team.
Durante su tercer año en 2016, registró un promedio de .380 con 70 hits, 16 dobles, cuatro jonrones, 46 carreras impulsadas. Lideró la conferencia en dobles y asistencias (142), y ocupó el sexto lugar en hits y carreras impulsadas. Después de la temporada fue nombrada "First-team" All Pac-12. Durante su último año en 2017, registró un promedio de .410 con ocho dobles, dos triples, dos jonrones, 52 carreras impulsadas y 138 asistencias. Ocupó el cuarto lugar en el Pac-12 en promedio de bateo y carreras impulsadas. Después de la temporada fue nombrada "Second-team" All Pac-12. Terminó el ranking de su carrera entre los cinco primeros en dobles (42) y carreras impulsadas (161) en la historia de Utah.

## Carrera profesional
El 9 de julio de 2017, Urtez firmó con Scrap Yard Dawgs. Durante su primera temporada en 2017, bateó .231, mientras que registró un porcentaje de embase de .333, un porcentaje de slugging de .308 y un porcentaje de fildeo de .941. Ayudó a los Scrap Yard Dawgs a ganar su primera Copa Cowles en la historia de la franquicia. Durante la temporada 2019, jugó para los Cleveland Comets, donde bateó .301 en 73 turnos al bate.

## Carrera de entrenadora
Urtez se desempeñó como entrenadora asistente del equipo de softbol de Utah Valley durante la temporada 2018-19.

## Carrera internacional
Urtez representó al Equipo de México en la Copa Mundial de Softbol 2017, donde lideró al equipo en sencillos y carreras anotadas. Representó al equipo de México en la Copa Internacional 2018, donde bateó .313, y lideró al equipo en hits. También registró un porcentaje de slugging de .500, .899 OPS y no cometió un error entre las 25 oportunidades. También ha sido representante del equipo mexicano en los Juegos Olímpicos de Verano de 2020.

## Vida personal
Urtez es abiertamente lesbiana y está comprometida con la jugadora de sóftbol estadounidense Amanda Chidester .